# Slag om Geel
De Slag om Geel was een gevecht tussen Britse en Duitse troepen in de Tweede Wereldoorlog.
Het speelde zich af in het Vlaamse stadje Geel tussen 8 en 23 september 1944 en was veruit de meest bloedige en zware veldslag tijdens de bevrijding van België.
De slag kan grofweg opgedeeld worden in twee onderdelen. Het eerste deel van de gevechten vond plaats aan het Albertkanaal en in het centrum van Geel zelf. Deze duurden van 8 tot 12 september. Vanaf de nacht van 13 september trokken de Duitse troepen zich terug achter het Kempisch kanaal en in het dorpje Ten Aard, om dit dorp werd hard gevochten tot de uiteindelijke terugtrekking op 23 september.

## Gevechten om het centrum van Geel
Op 8 september startte de 50th Norththumbrian Division vanuit Stelen en Het Punt aan het Albertkanaal de aanval op Geel.
Al snel konden er enkele bruggenhoofden gevormd worden aangezien de Duitse tegenstand in het begin gering was. Op 10 september arriveerde ook een onafhankelijk tankregiment op het slagveld, de Notthinghamshire Sherwood Rangers Yeomanry. Diezelfde dag vochten de Britten zich een weg tot in het centrum van Geel waar het tot hevige straatgevechten kwam. Ondanks felle verliezen van o.a. het gepantserde regiment konden ze de Duitsers toch verdrijven en leek Geel bevrijd. Maar dankzij een felle tegenaanval konden de Duitsers tegen 12 september niet alleen het centrum heroveren, ze slaagden er zelfs in de Britse troepen bijna helemaal terug naar hun startposities aan het Albertkanaal te drijven. Diezelfde nacht ontruimden ze echter het heroverde gebied weer om zich terug te trekken achter het Kempisch kanaal. Ondertussen had de 15th Scottish Divison de Northumbrians afgelost op de avond van 12 september en op 13 september namen ze, zonder tegenstand, het centrum van Geel behoedzaam in.

## De slag om Ten Aard
De volgende dag probeerde men met overzetboten het Kempisch kanaal over te steken. Dit lukte, maar door zwaar artillerievuur van de Duitsers die vanuit o.a. de Flakstelling Langenberg te Lichtaart op Ten Aard schoten en de hevige weerstand van de daar aanwezige infanterie kon men de bruggenhoofden niet sterk uitbreiden. Omdat het er in het begin nog erg op leek dat de geallieerden zouden doorbreken, en er reeds zware verliezen waren geleden, werden halsoverkop extra troepen aangevoerd. Met name enkele opleidingsregimenten van de Hermann Göring Division werden die 14de september vanuit Nederland, via Kasterlee (dat gedurende de slag in feite het belangrijkste knooppunt was voor de Duitse troepen), naar Ten Aard gedirigeerd. Gedurende 10 dagen zaten de Schotten vast op hun kleine bruggenhoofd waarbij het front dagelijks heen en weer golfde, maar geen van beide partijen een serieuze vooruitgang kon boeken. Telkens de Schotten een aanval ondernamen en het bruggenhoofd licht uitgebreid kon worden, werd het binnen enkele uren door de Duitsers heroverd met een tegenaanval. De Britten zijn er evenmin in geslaagd een vaste brug aan te leggen aangezien deze telkens door de Duitsers stuk werd geschoten.
Dit zou de 15th Scottish Division fataal worden. Tegen 21 september wisten de Duitsers Ten Aard volledig te heroveren en de Schotten terug over het Kempisch kanaal te drijven. Op de nacht van 22 op 23 september moesten de Duitsers echter noodgedwongen Ten Aard ontruimen omdat er op andere plaatsen doorbraken waren gesignaleerd en men een omsingeling in de rug wilde vermijden.
Op 23 september waren Ten Aard en het volledige grondgebied van Geel definitief bevrijd van de Duitsers.

## Gevallenen
Hoeveel soldaten en burgers er tijdens de slag om Geel precies zijn omgekomen is niet te zeggen.
Over de 15th Scottish Division is wel bekend dat ze tussen 13 en 21 september 914 verliezen hadden, waaronder 112 doden, 644 gewonden en 158 vermisten.
De verliezen van de 50th Northumbrian Division en de Notthinghamshire Sherwood Rangers Yeomanry waren echter ook groot, zo verloor het tankregiment 13 tanks waarvan 11 onherstelbaar beschadigd waren.
Aan Duitse kant werden er na de gevechten op het grondgebied van Geel alleen al 416 graven geteld. En er zijn nog tientallen doden en gewonden tijdens de gevechten naar andere plekken overgebracht. Bovendien werden er ook nog om en bij de 130 burgers gedood.
Het totaal aantal doden bedraagt naar schatting tussen de 1000 en 1100, en het aantal gewonden een veelvoud hiervan.

## Het slagveld vandaag
Hoewel de Slag om Geel de grootste en bloedigste veldslag was die er tijdens de bevrijding op Belgisch grondgebied plaatsvond, is hier over het algemeen erg weinig over bekend. Ook op de plek waar deze bloedige gevechten plaatsvonden, is hier niet veel meer over terug te vinden. Geel en omgeving herbergen nog drie Britse begraafplaatsen, die getuigen van deze sombere septemberdagen. Deze zijn respectievelijk terug te vinden in Geel, Stelen (Geel), en Kasterlee. De Duitse gesneuvelden zijn allemaal overgebracht naar de Duitse militaire begraafplaats in Lommel. In Ten Aard zelf is er een klein monument dat de gevallenen van de 15th Scottish Division herdenkt, en hier vindt ook elk jaar nog een kleine herdenking plaats.
In 2019 werd ook in Geel-Stelen een gedenkteken onthuld ter nagedachtenis slag die 75 jaar eerder plaatsvond.